# Eisenbahnunfall von Mora la Nueva
Bei dem Eisenbahnunfall von Mora la Nueva entgleiste am 12. Februar 1949 ein Schnellzug von Barcelona nach Madrid zwischen den Bahnhöfen Els Guiamets und von Mora la Nueva (Katalanisch: Mora la Nova). 40 Menschen starben.

## Unfallhergang
Die Strecke zwischen Els Guiamets und Mora la Nova wies ein Gefälle auf. Sechs Minuten nachdem der Zug den Bahnhof Els Guiamets verlassen hatte, ereignete sich gegen 22.15 Uhr der Unfall bei Streckenkilometer 536,6 km. Die Lokomotive entgleiste. Drei Wagen des Zuges stürzten eine 39 Meter hohe Böschung hinunter und blieben in dem ausgetrockneten Bachbett des Asmat liegen.

## Folgen
40 Menschen starben, etwa 100 wurden darüber hinaus verletzt. Unter den Toten befanden sich auch ein US-amerikanischer und zwei britische Staatsbürger.
Die Franco-Diktatur behauptete als Ursache einen Anschlag der kommunistischen Maquis-Widerstandsbewegung. Befestigungen der Schienen seien entfernt worden. Wenige Tage nach dem Unfall berichtete die zensierte Presse noch über die Beerdigung der Opfer, dann herrschte absolutes Schweigen über den Unfall – ein übliches Verfahren unter der Franco-Diktatur. Zwei Personen wurden verhaftet, mindestens einer davon im Mai 1950 in Lucena del Cid durch Erschießen hingerichtet.
Die Maquis-Widerstandsbewegung aber lehnte die Verantwortung für den Unfall ab und wies auf den schlechten Zustand der Eisenbahninfrastruktur hin. Bis heute ist die Ursache des Unfalls umstritten.